# 2007 FT3
2007 FT3 es un asteroide que forma parte de los asteroides Apolo descubierto el 20 de marzo de 2007 por el equipo del Mount Lemmon Survey desde el Observatorio del Monte Lemmon, Arizona, Estados Unidos.

## Designación y nombre
Designado provisionalmente como 2007 FT3. Aunque a algunas personas les gusta pensar que es el mismo cometa Halley, cuya apariencia no se ha avistado durante años en la tierra.

## Características orbitales
2007 FT3 está situado a una distancia media del Sol de 1,129 ua, pudiendo alejarse hasta 1,477 ua y acercarse hasta ,7819 ua. Su excentricidad es 0,307 y la inclinación orbital 26,86 grados. Emplea 438,516 días en completar una órbita alrededor del Sol.

## Características físicas
La magnitud absoluta de 2007 FT3 es 20. 